# Bayt al-Razzaz
El palacio Bayt al-Razzaz es una mansión, en el corazón de El Cairo medieval, Egipto, construida de finales del siglo XV a finales del siglo XVIII. Con 190 habitaciones, el palacio urbano en el barrio medieval de Darb al-Ahmar quedó abandonado en los años 1960, pero un proyecto de restauración rehabilitó el edificio oriental entre 1977 y 2007. La propiedad pertenece al Ministerio Estatal de Antigüedades que tiene planes para restaurar el complejo occidental.

## Descripción
Originalmente construido en el siglo XV durante el sultanato mameluco, Bayt Al-Razzaz es una mansión que ahora comprende dos casas, dos patios centrales, y otras estructuras de servicio como establos, baños, almacenes etc. El número de edificios junto con su tamaño da a la estructura la impresión de ser palaciega. Las dos propiedades, que en conjunto comprenden 190 habitaciones, se conectaron a través de un solo pasaje en algún momento a principios del siglo XIX, a raíz de un contrato matrimonial.
La primera casa (lado oriental) fue construida alrededor de 1480 por el sultán Quaytbey y cuenta con mashrabiyas altamente decorativas en el segundo piso, unas con vistas a la calle y otras al patio interior. La estructura es principalmente de piedra y ladrillo, con ventanas de madera tallada. Las paredes interiores y los techos son de paneles de madera pintados finos. La azotea está construida de capas de mortero sobre placas horizontales de madera. El segundo piso era utilizado como alojamiento de las mujeres mientras la planta baja la ocupaban los hombres.
La segunda casa (lado occidental) fue construida por un rico mercader del arroz, Ahmad al-Razzaz, en el siglo XVIII, probablemente para acomodar una creciente familia y una red cada vez más compleja de relaciones sociales. Los edificios estuvieron ocupados por las mismas familias durante siglos.
Situado en el barrio de Darb al-Ahmar, el complejo ocupa una amplia área y está delimitado por la calle Bab al-Wazir por un lado, y la Suwayqat al-'Izza/Suq al-Silan en el otro, con entradas en ambas calles, y es adyacente a la mezquita Sha'ban.
La estructura fue abandonada en los años 1960, y pasó a ser propiedad del Ministerio Estatal de Antigüedades (anteriormente Consejo Supremo de Antigüedades). A finales de los años 1970, un equipo dirigido por el American Research Center in Egipt llevó a cabo un trabajo de restauración en el complejo oriental que fue completado en 2007. El edificio occidental permanece pendiente de restauración y el Ministerio tiene planes para restaurarlo y usarlo como sus oficinas, sin embargo debido al malestar político en Egipto, el Fondo de Monumentos Mundial considera el proyecto "en riesgo".